# 流行民謠
流行民谣（Folk Pop）是一种融合当代民谣与流行音乐元素的音乐风格，起源于20世纪50年代。其特点在于结合传统民谣的叙事性、文化主题与流行音乐的旋律性及商业化制作，形成兼具亲和力与艺术性的声音。

## 音乐特征
流行民谣以原声吉他、班卓琴等传统民谣乐器为基础，同时融入电子合成器等流行音乐元素。其旋律简洁流畅，注重和声编排与朗朗上口的副歌，歌词常包含叙事性或文化隐喻，主题涉及社会议题、个人情感或历史故事。相较于民谣摇滚，流行民谣更强调柔和的曲风、短篇幅结构及商业化制作，较少依赖电吉他等摇滚元素。流行民谣的兴起与20世纪60年代民谣复兴运动密切相关。唱片工业的成熟推动了民谣与流行音乐的结合，使其通过主流电台触达大众市场，以高制作水准和易于传播的旋律成为商业成功范例。

## 当代流行民谣
21世纪以来，流行民谣通过流媒体进一步普及，新兴艺术家利用数字渠道扩大受众。近年代表人物如扎克·布莱恩，其作品频繁进入《公告牌》热门单曲榜。此外，泰勒·斯威夫特2020年专辑《Folklore》通过融合怀旧叙事与民谣质感，被视为现代流行民谣的典型创作，如歌曲《The Last Great American Dynasty》以历史人物为题材，体现该流派对文化记忆的再诠释。流行民谣凭借对传统与现代的平衡，持续吸引跨世代听众。其通过主流媒体传播的特性，既保留了民谣的叙事深度，又适应了流行文化的快速消费趋势，成为连接音乐艺术性与大众娱乐的重要桥梁。